# Cràter d'explosió
|  | Per a altres significats, vegeu «Cràter». |

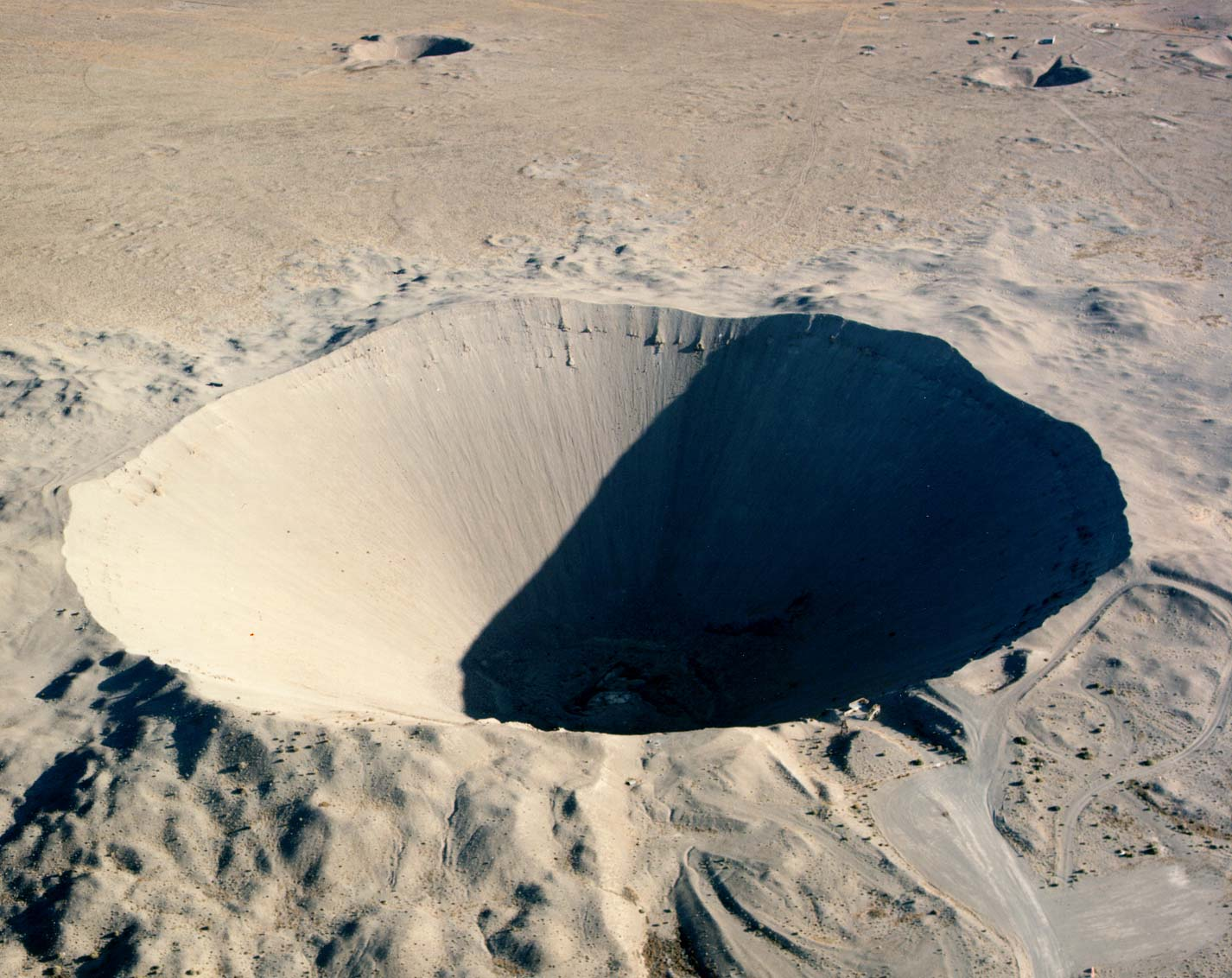
Cràter creat per la prova “Sedan” nuclear (prova subterrània poc profunda) realitzada durant l'operació Storax.

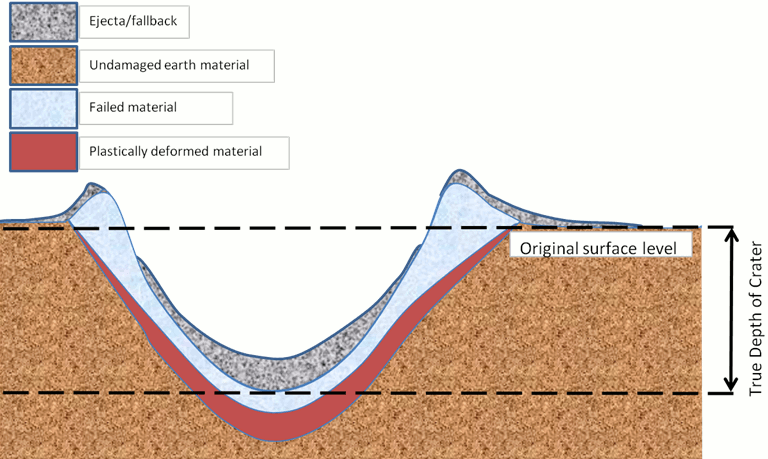
Secció transversal d'un cràter format per una explosió subterrània

Un cràter d'explosió és una forma característica de forat format quan el material és expulsat des de la superfície per un esdeveniment explosiu just per damunt, a nivell o per sota de la superfície.

## Formació
Un cràter es forma per una explosió i el desplaçament i l'expulsió de material des del sòl. En general, té una forma de bol. El gas d'alta pressió i ones de pressió són responsables de crear el cràter a través de tres mètodes:
- La deformació plàstica del sòl;
- La projecció de material de sòl (expulsions) per l'expansió dels gasos en el sòl;
- L'espal·lació de la superfície del sòl.

N'hi ha dos processos per a l'ompliment parcialment de nou:
- La caiguda del material expulsat;
- L'erosió i les esllavissades de terra i la vora de les parets del cràter.[1]

La importància relativa dels cinc processos varia depenent de l'alçada de l'altura o de la profunditat de l'explosió de la superfície del sòl, i el material que constitueix el sòl.